# コメディアン

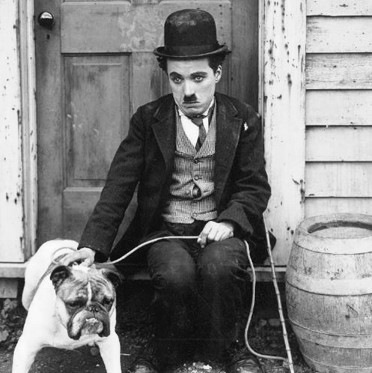
映画『チャップリンの拳闘』のチャーリー・チャップリン（1915年）

コメディアン（英: comedian, 仏: humoriste）または喜劇俳優（きげきはいゆう）とは、コメディすなわち喜劇を演じる俳優を指す。演芸を演じる者については「芸人」と呼称されることもある。日本では喜劇俳優もその他の俳優と同様に「俳優」と扱い、主に演芸を演じるお笑い芸人のみを「コメディアン」と称する場合も多い。
女性の場合はコメディエンヌという。これは和製仏語（フランポネ）とも思われるが、英語のcomedienneも女性喜劇人の意で使われる。
コミックとも。

## 概要
コメディアンは主に小道具等を用いたどたばた喜劇（スラップスティック・コメディ映画）をすることがある。
道化師が派手な服装と化粧をし、どたばた喜劇をするが、ほとんどのコメディアンが言葉のスタイルのユーモアに焦点を合わせているため、道化師とコメディアンを区別することができる。
19世紀以前、コメディアンの主な活動の現場は舞台だった。映画の発達以降、舞台から映画に進出する者も現れ、国際的に名の知られるコメディアンも誕生するようになった。例えばボードビルのミュージシャンから表現活動を始め、後に多くの映画に出演したマルクス兄弟などがいる。

## コメディアンの例
- ロスコー・アーバックル
- チャールズ・チャップリン
- バスター・キートン
- ハロルド・ロイド
- ラリー・シモン
- ローレル&ハーディ
- マルクス兄弟
- 三ばか大将
- アボット&コステロ
- ダニー・ケイ
- ジャック・タチ
- ジャック・レモン
- ボブ・ホープ
- ジェリー・ルイス
- ピーター・セラーズ
- ルイ・ド・フュネス
- メル・ブルックス
- ジャッキー・メイソン
- モンティ・パイソン
- ジェリー・サインフェルド
- ビリー・クリスタル
- ロビン・ウィリアムズ
- ジョン・クリーズ
- ジム・キャリー
- アダム・サンドラー
- ウーピー・ゴールドバーグ
- ウドム・テーパーニット
- スティーヴ・マーティン
- エディ・マーフィ
- ローワン・アトキンソン
- グレアム・チャップマン
- いかりや長介
- 荒井注
- 高木ブー
- 仲本工事
- 加藤茶
- 志村けん
- すわ親治
- 森川信
- 花菱アチャコ
- 横山エンタツ
- 曽我廼家五郎
- 榎本健一
- 古川ロッパ
- 川田晴久
- 森繁久彌
- 玉川良一
- 三木のり平
- 伴淳三郎
- 益田喜頓
- フランキー堺
- トニー谷
- 渥美清
- 藤山寛美
- 大村崑
- 由利徹
- 伊東四朗
- 小松政夫
- 東八郎
- イッセー尾形
- 萩本欽一
- 坂上二郎
- 三宅裕司
- 神田瀧夢
- ハナ肇
- 植木等
- 谷啓
- 桜井センリ
- 犬塚弘
- 安田伸
- 関敬六
- 橋達也
- 八波むと志
- 南利明
- 茶川一郎
- 清水金一
- 岸井明
- 藤田まこと
- 財津一郎
- 石井均
- せんだみつお
- 長門勇
- 柳家金語楼
- 堺駿二
- 堺正章
- 井上順
- 藤山直美
- 南方英二
- 佐々十郎
- 芦屋雁之助
- 芦屋小雁
- 山茶花究
- 坊屋三郎
- 柄本明
- レオナルド熊
- 石倉三郎
- 関根勤
- 小堺一機
- 竹中直人
- 谷幹一
- 佐山俊二
- モロ師岡
- 柳沢慎吾
- 田代まさし
- 桑野信義
- 大泉洋
- ムロツヨシ
- 佐藤二朗
- 吉本新喜劇出演俳優
- 松竹新喜劇出演俳優